# Ghwada
Ghwada – wieś w Gruzji (Abchazji), w regionie Oczamczyra. W 2011 roku liczyła 371 mieszkańców.